# Orbán (ágyúöntő)
Orbán vagy Urbán (? – Konstantinápoly, 1453) magyar ágyúöntő mester, szertüzér. Az általa megtervezett és megépített ágyú (Bazilika) nagy szerepet játszott Konstantinápoly 1453. évi elestében.

## Élete
Brassóból származott. A források túlnyomó része magyar, illetve székely származásúnak mondja, de vannak feltételezések erdélyi szász (Hans Joachim Kißling) illetve vlach (Nicolae Iorga) etnikumáról is. A korabeli oszmán források mindenesetre Macar Orbanként ("Magyarországi Orbán") hivatkoznak rá. A bizánci történetíró Laonikosz Khalkokondülész Daciaból valóként említi Orbánt, amely egyértelműen Erdélyt jelöli.

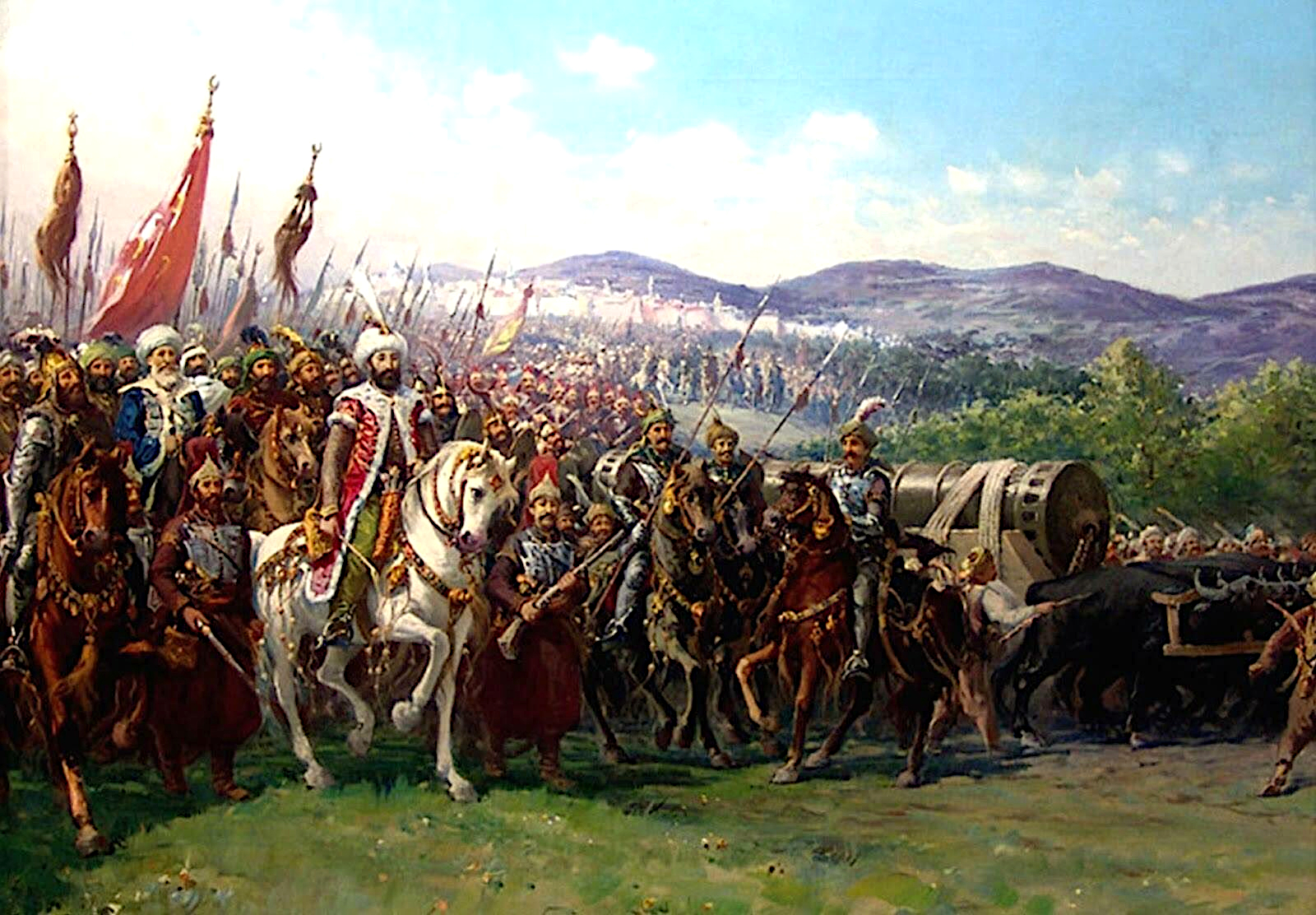
Az oszmán hadsereg menetelése Konstantinápoly felé Fausto Zonaro olasz festő ábrázolásában. A festményen feltűnik Orbán ágyúja is

Orbán kezdetben XI. Kónsztantinosz bizánci császár udvarának ajánlotta fel szolgálatait, még 1452-ben. A császár azonban az előre kialkudott pénzfizetséget nem akarta megadni, valamint nem tudta biztosítani sem a megfelelő számú segédmunkaerőt, sem pedig a szükséges nyersanyagokat, hogy Orbán a munkaszerződésnek megfelelően elkészíthesse óriáságyúját. Ennek következtében Orbán otthagyta az udvart és II. Mehmed oszmán szultán szolgálatába szegődött, aki biztosította az általa kért mennyiségű nyersanyagot és munkarőt, illetve a Bizáncban kialkudott fizetség négyszeresét ajánlotta fel az ágyúöntő mester számára. II. Mehmed arra szerződtette Orbánt, hogy olyan ágyút építsen, amivel ledöntheti Konstantinápoly falait. Orbán három hónap alatt elkészített egy olyan ágyút, amelyet aztán elszállítottak a Rumelihisarı erődbe, ahol sikeresen elsüllyesztett egy, a Boszporuszhoz közel hajózó velencei kereskedelmi hajót.
A sikeren felbuzdulva II. Mehmed parancsot adott a fent említett löveghez képest egy kétszer nagyobb ágyú kiöntésére, amelyet Orbán Drinápolyban (Edirne) készített el 1453 januárjára, miképp erről Dukász bizánci történetíró, a későbbi ostrom szemtanúja erről értesít. Orbán új ágyúja, amelyet Bazilikaként kereszteltek el, sikeres próbalövést adott le a szultáni palotához közel. Az ágyúöntő mester a következő hónapokban kiképezte az addig járatlan török tüzéreket a Magyarországon már ismeretes ágyúkezelési és lövegcélzási harcmodorra. II. Mehmed 1453. április 6-án neki kezdett Konstantinápoly ostromának. Orbán is jelen volt az ostromkor, hiszen személyében nem csak ágyúöntő volt, hanem az általa elkészített ostromágyú irányzója és kiszolgáló tüzére is. Dukász bizánci történetíró szerint a szerkezet működésének Hunyadi János egy meg nem nevezett kincstárnoka is a szemtanúja volt. Mivel a Bazilika esetében két lövés között hosszabb idő telt el, ezért II. Mehmed kisebb ágyúkat rendelt Orbán ágyúja mellé, amelyek megtámogatták az ostromot. Egyes vélekedésekkel szemben Orbán csupán egyetlen löveget készített, az ostromban részt vevő többi ágyú nem az ő munkája volt. Orbán ágyúját először a Kaligaria, majd a Szent Romanosz, illetve Pempton városkapuknál vetették be. A forrásokban Orbán utoljára április 21-én szerepel. A legtöbb történész ezért arra következtetett, hogy ágyúja felrobbanásakor életét vesztette, míg más elméletek szerint török nevet vett fel, így későbbi tevékenységét nem lehet a személyéhez kötni.

## Orbán ágyúja

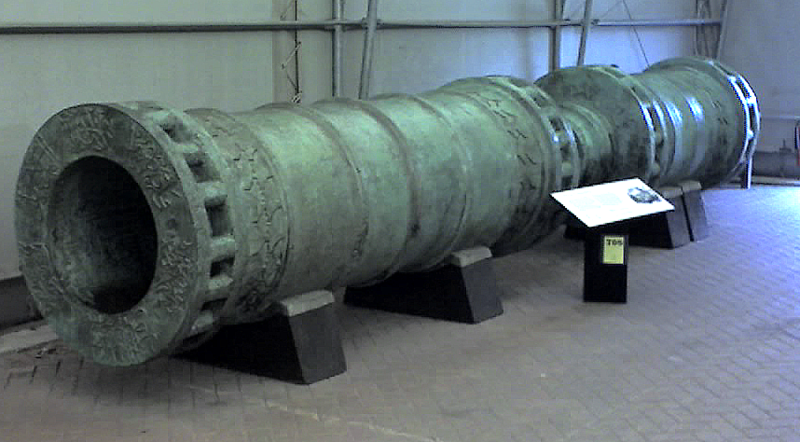
Az ún. Dardanellák-ágyú, amelyet állítólag Orbán elpusztult ágyújának (Bazilika) darabjaiból öntöttek 1464-ben

Dukász bizánci történetíró szerint a bronzból kiöntött monstrumágyú csövének hossza mintegy 9 méter hosszúságú és megközelítőleg 1 méter átmérőjű volt, amely állítólag 544 kg körüli súlyú lövedékeket volt képest kilőni 1 km távolságra. A történetíró szerint Orbán ágyújának szállításához 30 szekérre és 60 ökörre volt szükség, és a szerkezet két oldalán 200–200 munkás segédkezett a mozgatásban és az egyensúly megtartásában. A bronz sűrűségével számolva, Laczik Bálint gépészmérnök szerint az ágyúcső kb. 112–126 tonnát nyomhatott, amelyet naponkénti 4 km-es erőltetett meneteléssel sikerült Drinápolyból a bizánci főváros elé szállítani április elejére. Carlo M. Cipolla olasz történész úgy vélte, hogy az oszmán tüzérség Orbán ágyújával érte el fejlődésének csúcsát, ezt azonban Ágoston Gábor vitatta. Dukász leírása szerint Orbán belülről vastag gyapjúnemezekkel bélelte ki az ágyú csövét, hogy megakadályozza annak szétrepedését, valamint a kilövések után forró olajat öntetett a csőbe, így a behatoló hideg levegő nem tett kárt az ágyúcső belsejében. Az alapos előkészületek ellenére, amint azt Phrantzész György krónikás és szemtanú megörökítette, az általa "Faldöntőnek" titulált óriáságyú egy alkalommal szétrepedt, a szétszóródó törmelékek pedig sok embert megöltek (talán ekkor halt meg Orbán is) illetve a kiáramló lőpor sokakat megfullasztott.
A feljegyzések szerint habár Orbán ágyúja elpusztult az ostrom során, II. Mehmed a diadal után elrendelte egy új óriáságyú kiöntését a réginek megmaradt darabjaiból Orbán egykori feljegyzései és tervrajzai alapján. Az új ágyút ezután az immár Isztambulnak nevezett fővárosban őrizték évszázadokig, a győzelem relikviájaként. François baron de Tott magyar származású francia katonatiszt állítása szerint ő még látta ezt a kiállított darabot, amikor a 18. század közepén követként az oszmán fővárosban tartózkodott, sőt, az ágyú méreteit is megadta, amelyek nagyjából egyeznek a Dukász által közölt adatokkal. Abdul-Aziz oszmán szultán 1868-ban Viktória brit királynőnek adományozta azt az ágyút, amely addig a Dardanellákat őrizte és amely állítólag megegyezett azzal a löveggel, amelyet Konstantinápoly eleste után az Orbán-féle ágyú darabjaiból öntöttek, a felirat tanúsága szerint 1464-ben, Munir Ali által. Az ágyú azóta is a Londoni Tower királyi fegyvergyűjteményének egy jeles darabját képezi.
Az eredeti feljegyzések és források alapján Laczik Bálint gépészmérnök elkészítette az Orbán-ágyú rekonstruált keresztmetszeti rajzát. A ballisztika korai szakkönyveit vizsgálva Laczik úgy vélte, a Bazilika mészkőből vagy vulkáni eredetű gránitból faragott, mintegy 2000–3200 kg/m3 tömegsűrűségű gömblövedékeket tüzelt Konstantinápoly falai irányába. A középkori adatokból kinyert röppályaszámítás megerősíti azon krónikás feljegyzéseket, hogy a Bazilika hatótávolsága meghaladta az 1–2 km-t.
Veszprémy Márton történész úgy vélte, hogy a bizánci források révén a külföldi és hazai szakirodalom túlértékeli Orbán szerepét Konstantinápoly bevételében. Lassúsága és körülményes mozgatása miatt az előzetes várakozásokat a Bazilika nem váltotta be, de szerepe a pszichológiai hadviselés oszmánok javára történő eldöntésében nem elhanyagolható.